# 9813 Rozgaj
9813 Rozgaj (1998 TP5) là một tiểu hành tinh vành đai chính được phát hiện ngày 13 tháng 10 năm 1998 bởi K. Korlevic ở Visnjan.